# Марко Спасојевић
Марко (Јована) Спасојевић (1886 — 1916) био је српски јунак. Носилац је Карађорђеве звезде са мачевима

## Биографија
Рођен је 18. 10. 1886. године и после одслужења војног рока 1906. године ступио је у жандармерију и распоређен је у гранични одсек. У ратовима је од 1912. године.
За показану храброст у балканским ратовима одликован је Сребрном медаљом за храброст. Истакао се у борбама 1914. године када је опет одликован сребрном медаљом за храброст и касније Сребрним војничким орденом КЗ са мачевима. На Солунском фронту се истакао у тешким борбама на Црној Реци када је у похвалној наредби команданта армије истакнуто да је Марко Спасојевић први ускочио у бугарски ров и омогућио да његова чета зароби 312 непријатељских војника и 3 митраљеза. Истог дана, 25. 09. 1916. године у наставку борбе, привукао се другој линији бугарских ровова, бацио пет бомби и са још три подофицира ускочио у непријатељске ровове и заробио једног капетана и 52 војника. За те подвиге је одликован Златним војничким орденом КЗ са мачевима и руским орденом св. Ђорђа 4. степена.
За време гоњења разбијеног непријатеља, тешко је рањен и умро је од рана 6. 10. 1916. године.